# Dolni Podlog
Dolni Podlog (makedonsky: Долни Подлог) je vesnice v Severní Makedonii. Nachází se v opštině Kočani ve Východním regionu.

## Geografie
Vesnice se nachází v údolí Kočanska kotlina nedaleko řeky Bregalnica. Leží v nadmořské výšce 312 metrů. Od města Kočani je vzdálená 4,5 km a od silnice Kočani-Štip 2,5 km.

## Historie
Na konci 19. století byla vesnice součástí Osmanské říše. Podle bulharského spisovatele a etnografa Vasila Kančova žilo v roce 1900 ve vesnici 182 obyvatel, z nichž 100 se hlásilo k turecké národnosti, 70 k makedonské a 12 k romské.
Během 20. století byla vesnice součástí Jugoslávie, konkrétně Socialistické republiky Makedonie.

## Demografie
Podle sčítání lidu z roku 2002 žije ve vesnici 476 obyvatel, všichni se hlásí k makedonské národnosti.
| Rok          | 1900 | 1905 | 1948 | 1953 | 1961 | 1971 | 1981 | 1991 | 1994 | 2002 |
| ------------ | ---- | ---- | ---- | ---- | ---- | ---- | ---- | ---- | ---- | ---- |
| Obyvatelstvo | 182  | 80   | 310  | 394  | 514  | 513  | 494  | 480  | 477  | 476  |